# Haud asz-Szarki
Haud asz-Szarki (arab. الحوض الشرقي) – jeden z 12 regionów Mauretańskiej Republiki Islamskiej, położony w południowo-wschodniej części kraju, ze stolicą w An-Nama. Graniczy od zachodu z regionami Adrar, Takant i Haud al-Gharbi, od południa i wschodu z państwem Mali.
Region jest słabo zaludniony, większość ludzi mieszka na południu. Tamtędy przebiega też jedyna droga asfaltowa łącząca An-Namę z wybrzeżem Atlantyku, tzw. Route de l’Espoir („Droga Nadziei”). Na terytorium Haud asz-Szarki znajduje się zabytkowa osada Walata (Oualata), wpisana na listę światowego dziedzictwa kultury UNESCO oraz ruiny średniowiecznego miasta Kumbi Salih. Względna niedostępność tych położonych pośrodku pustyni osad sprawia jednak, że większość turystów odwiedza ten region wyłącznie w drodze z Nawakszutu do Mali.